# Krzysztof Oklejewicz
Krzysztof Oklejewicz (ur. 28 grudnia 1961, zm. 21 kwietnia 2018) – polski biolog, dr hab. nauk biologicznych, profesor nadzwyczajny Katedry Botaniki Wydziału Biologicznego i Rolniczego Uniwersytetu Rzeszowskiego i Wydziału Ekonomii Uniwersytetu Rzeszowskiego.

## Życiorys
W 1987 ukończył studia biologiczne na Uniwersytecie Marii Curie-Skłodowskiej w Lublinie, 20 kwietnia 1994 obronił pracę doktorską Stosunki geobotaniczne i flora Dołów Jasielsko-Sanockich, 13 listopada 2007 uzyskał stopień doktora habilitowanego. Został zatrudniony na stanowisku profesora nadzwyczajnego w Katedrze Botaniki  na Wydziale Biologicznym i Rolniczym Uniwersytetu Rzeszowskiego, oraz na Wydziale Ekonomii Uniwersytetu Rzeszowskiego.
Był kierownikiem Katedry Botaniki Wydziału Biologicznego i Rolniczego Uniwersytetu Rzeszowskiego.